# Kamil Tumulec
Kamil Adrian Tumulec (ur. 8 lipca 1986) – polska osobowość internetowa. Do jego popularności w polskim internecie przyczyniło się zdjęcie dowodu osobistego; uwzględniony na nim podpis wyróżnia się okręgiem wokół litery L, co przez internautów było utożsamiane z symbolem Legii Warszawa.
Zgodnie z treścią dowodu osobistego Kamil Tumulec jest synem jest synem Ewy i Romualda. Właściciel dokumentu nie udzielił się publicznie, ponadto podawane w wątpliwość jest samo jego istnienie.

## Odniesienia w kulturze
Co roku w dniu 8 lipca polscy internauci upamiętniają urodziny Kamila Tumulca. Do niego nawiązał raper Mata, który w teledysku do utworu pt. Patoreakcja pokazał fikcyjny dowód osobisty z zawartym pseudonimem jako podpisem.
W 2024 roku oficjalny profil miasta Łodzi opublikował w serwisie X dowód osobisty Tumulca z przerobionym podpisem; według treści jego właściciel miał być kibicem klubu Widzew Łódź.